# 상트랄 대학원 연합
상트랄 대학원 연합(프랑스어: Groupe des Ecoles Centrales, 영어: Centrale Graduate School)은 아래의 독립된 공학 대학원들로 구성되어있는 고등교육기관 연합체이다.
- 에콜 상트랄 (파리) (1829년 설립)
- 에콜 상트랄 릴 (1854년 설립)
- 에콜 상트랄 리옹 (1857년 설립)
- 에콜 상트랄 마르세유 (1890년 설립)
- 에콜 상트랄 낭트 (1919년 설립)
- 에콜 상트랄 페캉 (2005년 설립, 중국 북경에 위치)
- 마힌드라 에콜 상트랄 (2013년 설립, 인도 하이데라바드에 위치)
- 에콜 상트랄 카사블랑카 (2013년 설립, 모로코 카사블랑카에 위치)

상트랄 대학원 연합의 소속 대학원들은 통일된 기준으로 교육과정을 검토하며 각 기관의 산학협력 및 국제교류 네트워크를 공유한다. 이 연합은 총 6000명의 공학석사, 800명의 박사, 교직원 700명, 전임교원 2000명, 전문기술자 450명 등으로 구성되어 있으며, 해마다 수백명의 박사 및 1500명의 공학석사 졸업자를 배출하고 있다.